# NGC 6617
NGC 6617 ist eine Spiralgalaxie vom Hubble-Typ Scd im Sternbild Draco am Nordsternhimmel. Sie ist schätzungsweise 310 Mio. Lichtjahre von der Milchstraße entfernt und hat einen Durchmesser von etwa 100.000 Lj.
Im selben Himmelsareal befinden sich u. a. die Galaxien NGC 6607, NGC 6608, NGC 6609, IC 4708.
Das Objekt wurde am 14. Juni 1885 von Lewis Swift entdeckt.